# Karaorman
Karaorman (makedonski: Караорман) je srednje velika planina na jugozapadu Sjeverne Makedonije. Ova planina je dio planinskog lanca Šara - Korab - Dešat - Stogovo - Karaorman. Ime planine - Karaorman, je turskog podrijetla i znači  Crna šuma.
Najviši vrh planine je Orlov vrh s 1794 metra. 
U podnožju planine, s juga, nalazi se grad Struga, iznad kojeg se u pravcu sjeveroistoka uzdiže Karaorman. Nakon planine u istom pravcu nalazi se kotlina Debarca, s gradom Kičevom na sjeveru gornjeg djela te kotline.